# 國際勞工大會會議
國際勞工大會會議（英語：International Labour Conference）是國際勞工組織於每年六月在日內瓦舉辦的會議。此會議的工作為編寫起草公約和建議，經大多數表決後通過並推行。會議也會決定國際勞工組織的一般政策、工作計劃和預算。
在國際勞工會議中，每會員國由四位與會代表：兩位政府代表、一位僱主代表、一位勞工代表。所有的代表皆有個別投票權，並且不論與會代表的國家人口數多寡，所有的票皆具相同效力。該國通常會推派國內最具代表性的僱主與勞工組織參與表決。執行投票權時，勞工與雇主代表會協調、整合國內之意見。國際勞工組織是國際組織中唯一投票權不單只掌握在政府手中，而是勞方與資方共享平等參與、投票、制定公約與決策的過程。
國際勞工組織完成公約制定後，需要各會員國支持、自願簽署其施行公約才能被採用。這表示，有時投票贊同公約制定的政府，不一定在最後會將其批准、實行於國內中。例如，臨時工公約（Part-Time Work Convention）雖然在1994年就制定完成，但制定後十年以來依舊只有十個國家正式批准它。另一方面，國際勞工組織就職場安全、衛生、員工與管理人員培訓、勞資關係、婦女和移民勞工認定的八個「基本」公約，就得到相對廣泛的認可。它們已經被大多數的會員國批准，一般稱為國際勞動基準。

## 國際勞工大會會議歷史
第二次世界大戰中期，來自41個國家的政府、雇主和工人代表出席了在費城召開的國際勞工大會。代表們通過了《費城宣言》，它作為《國際勞工組織章程》的附件，至今仍然是關於國際勞工組織宗旨和目標的憲章。
從1919年到1998年國際勞工大會共通過了近二百條公約和近二百項建議書。這些國際勞工標準基本上分兩大類：一類是關於人權和工會權利，主要內容是保証自由結社的權利，禁止強迫勞動以及消除工作中的歧視來體現工人的平等和尊嚴勞動。例如：保障結社自由，保障集體談判。另一類是關於就業條件和勞動條件，如促進充份就業、職業培訓、工作和就業條件、保護工人的生命和健康、社會保障和勞動關係等。

## 國際勞工大會會議地點
大會會議地點應先經理事會提出預定舉行地點，並經前一次大會通過。

## 國際勞工大會會議議程
理事會應訂定其會議時間及程序。特別會議應經理事一人以上書面提出，經十六位以上理事附議後實施。

## 國際勞工大會會議代表
國際勞工大會各項會議應由各會員國代表所組成，必要時均可召開。但至少每年召開一次。每個會員國應選派四位代表，其中，應有二位政府代表以及雇主與勞工代表各二位。

### 顧問
每位代表可聘請顧問隨同出席，但每一議題隨同出席之顧問不應超過二位。若為有關婦女之議題，則隨同出席之顧問至少應有一位是女性。
來自非都會領地之顧問為各會員國負責非都會領地之國際關係事務者得在其出席會議之代表中增聘下列顧問：
一、由該自治領地所選派之代表關於其事務所聘請之顧問。
二、由該非自治領地所選派之代表關於其事務所聘請之顧問。
若該領地係由二個以上會員國共同管轄得各聘請顧問陪同出席。
非政府代表之提名：各會員國得與該國最具代表性之勞資團體達成協議，選派代表該國出席之勞資代表及其顧問。

### 顧問之地位
顧問非經其陪同出席代表之請求並獲得大會主席之特准，不得發言。顧問並無投票權，然而出席會議之代表得以書面通報大會主席任命該顧問為其代表人，則該顧問得具有發言權及表決權。
各會員國政府應將出席會議代表及其顧問名單通報國際勞工局。

### 身分證明
各會員國出席會議代表及其顧問的身分應經大會之審查，若非依本條規定提名且經出席大會各國代表三分之二以上表決通過，得拒絕承認該代表及其顧問之身分。